# شهرداری روره‌ناباکه
شهرداری روره‌ناباکه (به اسپانیایی: Rurrenabaque Municipality) یک شهرداری در بولیوی است که در استان خوزه بالیویان واقع شده‌است. شهرداری روره‌ناباکه ۱۴٬۰۰۰ نفر جمعیت دارد.